# Rik Kuypers
Pour les articles homonymes, voir Kuypers.
Rik Kuypers (né le 11 avril 1925 à Mortsel dans la province d'Anvers et mort le 22 mai 2019 à Lima au Pérou) est un réalisateur et scénariste de cinéma belge. 

## Biographie
Rik Kuypers est né à Mortsel en 1925.
Il est surtout connu pour avoir réalisé avec Ivo Michiels et Roland Verhavert Les mouettes meurent au port (1955), l'un des films les plus importants du cinéma belge des années 1950. L’utilisation du noir et blanc, les décors urbains, les errances sans espoir d’un héros tourmenté et les tensions d’un canevas policier peuvent sans doute se rattacher à une esthétique expressionniste, mais on évoque aussi à son propos quelques films européens (Le Troisième Homme, Jeux interdits) ou américains (Sur les quais) plus proches dans le temps.
Depuis 1982 il vit au Pérou. Il y meurt à l'âge de 94 ans d'un cancer du poumon.